# Justin Rrota
Justin Rrota (ur. 17 lutego 1889 jako Ndoc Rrota, zm. 20 grudnia 1964 w Szkodrze) – albański nauczyciel, filolog, teolog i duchowny katolicki. Był jednym z pierwszych wydawców podręczników dla albańskich szkół średnich.

## Życiorys
28 sierpnia 1902 roku wstąpił do kolegium franciszkańskiego, a dwa lata później dołączył w Rubiku do zakonu franciszkanów, zmienił również imię Ndoc na Justin. Uczył się teologii w Troshanie, a w latach 1907-1911 przebywał w Austrii, gdzie studiował teologię katolicką w miastach Klagenfurt am Wörthersee oraz Villach; z powodów zdrowotnych został zmuszony do przerwania studiów i powrotu na teren Albanii; naukę kontynuował pod okiem księży Gjergja Fishty oraz Ambroza Marlaskaja.
W roku 1911 lub 11 sierpnia 1914 roku przyjął święcenia kapłańskie w Szkodrze, następnie pełnił funkcję proboszcza. Pracował jako nauczyciel  języka łacińskiego oraz albańskiego w kolegium franciszkańskim w Troshanie, a w 1921 roku zaczął pracę w gimnazjum Illyricum w Szkodrze; jednocześnie pisał publikacje dla czasopism Zani i Shna Ndout oraz Hylli i Dritës pod pseudonimami Iris, Patër Ndou oraz Viator. W 1925 roku dotknął go paraliż, pomimo którego nie przerwał jednak swojej działalności.
W 1940 roku został przyjęty do Instytutu Studiów Albańskich w Tiranie.
Zmarł 20 grudnia 1964 roku w Szkodrze.
Znał języki włoski, francuski, niemiecki, słoweński, starożytny grecki oraz łaciński.

## Prace naukowe i publikacje[1][2]
- Gjuha e shkrueme (niewydana)
- Rreth problemit të gjuhës letrare
- Monumenti ma i vjetër i gjuhës shqipe D. Gjon Buzuku 1555 (1929)
- Analyzimi i rasavet t’emni te zhvillimi historik i tynvet (1931)
- Shkrimtari ma i vjetri i italo-shqiptarëvet, D. Luka Matrënga (1592) (1931)
- Për historinë e alfabetit të gjuhës shqipe (1936)
- Shkrimtarët shqiptarë (1941)
- Sintaksi i shqipes (1942)
- Hulumtime dhe shënjime mbi Gjon Buzukun (1956)
- Pasthirmat buzukjane “hinje” dhe pjesëza toskënishte “tuke” (1963)
- Mbi refleksin e vlerën fonike të disa tingujve të latinishtes në shqipe (1965)
- Gjuha e shkrueme ose vërejtje gramatikore (2006; wydanie pośmiertne)

## Tytuły
W 1994 roku uzyskał tytuł Nauczyciela Ludu, a Uniwersytet w Szkodrze pośmiertnie przyznał mu tytuł honorowego profesora; a rok później został uznany wybitnym pracownikiem nauki i techniki.

## Życie prywatne
Trzeci syn Gjusha Rroty i Marii Vjerdhy. Jego starszymi braćmi byli Simon oraz Kola; pierwszy był słynnym malarzem, a drugi profesorem albanistyki na Uniwersytecie Wiedeńskim.